# Meinhard von Querfurt
Meinhard von Querfurt, także Meinherus von Querenvord, Meynko von Querenforth (urodz.?, zm. 1299) – komtur dzierzgoński w roku 1279, komtur królewiecki w latach 1280–1283, komtur pokarmiński w latach 1284–1288, mistrz krajowy Prus w latach 1288–1299.

## Życiorys
Meinhard wywodził się bogatego rodu burgrabiów magdeburskich osiadłych w Saksonii. Nie wiadomo kiedy i gdzie wstąpił w szeregi zakonu krzyżackiego. Do Prus przybył najprawdopodobniej przed 1279 rokiem, gdyż źródła w tymże roku podają go jako komtura Dzierzgonia. Funkcję tę pełnił krótko, bo już w 1280 roku na stanowisku komtura Królewca zastąpił Mangolda. W roku 1283 opuścił Królewiec i objął stanowisko komtura Pokarmina, gdzie służbę pełnił do roku 1288, kiedy to został wybrany na mistrza krajowego Prus. Meinhard von Querfurt stanowisko mistrza objął około 2 lutego 1288 roku, podczas kapituły prowincjonalnej w Elblągu. Nominację przyjął z rąk obecnego na kapitule wielkiego mistrza Burkharda von Schwandena. Nagła zmiana na stanowisku mistrza krajowego z Konrada von Thierberga, na młodszego Meinharda podyktowana była zapewne, planami podboju Litwy. Młodszy, silniejszy a przede wszystkim energiczniejszy Meinhard wydawał się bardziej odpowiedni na stanowisku mistrza krajowego.